# Madonna Lehman
La Madonna Lehman o Madonna col Bambino è un dipinto del pittore veneziano Giovanni Bellini realizzato circa nel 1470 e conservato al Metropolitan Museum of Art  di New York  negli Stati Uniti d'America.

## Descrizione
Il dipinto ha per oggetto la Madonna col Bambino che il Bellini ne dipinse diverse. Questo primo lavoro di Bellini dimostra l'influenza di suo cognato, l'artista padovano Andrea Mantegna. Le zucche arancioni nella ghirlanda che pendono dietro la testa della Madonna simboleggiano la Resurrezione; il frutto a destra potrebbe essere una ciliegia, che rappresenta l'Eucaristia (Santa Comunione) o una mela, che rappresenta la caduta dell'uomo nel Giardino dell'Eden. La zucca a sinistra è stata identificata da Levi d'Ancona come una pera di balsamo.
Il dipinto fu registrato a Villa San Mauro a Rieti nel 1911 e fu acquistato da Philip Lehman intorno al giugno del 1916. Suo figlio, Robert, lo lasciò in eredità nel 1975 al Metropolitan Museum of Art di New York, a cui appartiene ancora.
Dal 2018 non è in vista.